# Tetramerium sagasteguianum
Tetramerium sagasteguianum är en akantusväxtart som beskrevs av T.F. Daniel. Tetramerium sagasteguianum ingår i släktet Tetramerium och familjen akantusväxter. Inga underarter finns listade i Catalogue of Life.